# École lucquoise
L'école lucquoise  est l'une des écoles italiennes  de peinture qui s'est développée à Lucques,  initiée par les primitifs italiens du Trecento (XIVe siècle italien), influencée ensuite par les œuvres, présentes dans la ville, des suivistes de  Duccio, de Bartolomeo Bulgarini, de Luca di Tommè, de Francesco Traini, ou par les artistes locaux revenant de leurs voyages vers Sienne et Florence enrichis de leurs découvertes. Elle s'est poursuivi jusqu'au XIXe siècle subissant des influences diverses.

## Protagonistes

### Les peintres
Les précurseurs gothiques du XIIIe siècle
- Deodato Orlandi (actif entre 1274 et 1317)
- Les Berlinghieri et leur atelier

Au XIVe siècle
- Lazzarino di Luporo et son fils Paoluccio
- Angelo Puccinelli (actif entre 1350 et 1399)
- Giuliano di Simone
- Francesco Anguilla (actif entre 1384 et 1444)

Au XVe siècle
- Priamo Della Quercia, (env. 1400 - env. 1468)
- Borghese di Piero Borghese (actif entre 1397 et 1460 env. et avant 1463)
- Michele Ciampanti (actif entre 1463 et 1512) : Adoration, Collection Vittorio Cini, Venise. Doute sur l'attribution[1].
- Vincenzo Frediani (actif entre 1481 et 1505) connu aussi comme Maestro dell´Immacolata Concezione
- Michelangelo Membrini ou Michelangelo di Pietro Mencherini (actif entre 1484 et 1525)

Au XVIe siècle
- Eufrasia Burlamacchi (1482-1548), enlumineuse du couvent San Domenico
- Zacchia Lorenzo il Giovane  (1524 - après 1587)
- Zacchia di Antonio da Vezzano (1510 - 1560) et son cousin Zacchia Lorenzo il Giovane  (1524 - après 1587)

Au XVIIe siècle
- Giovanni Marracci (1637 - 1704) et son frère Ippolito Marracci (ap. 1637 - ??)
- Giovanni Domenico Ferrucci (1619- après 1669)
- Girolamo Scaglia (vers 1620 - 1686)
- Antonio Franchi dit Il Lucchese (1638 - 1709)
- Simone del Tintore (1630 -  1708)
- Stefano Cassiani

Au XVIIIe siècle
- Pietro Scorsini
- Cristoforo Martini
- Domenico Brugieri (1678 - 1744)
- Giovanni Domenico Lombardi (1682 -  1751)
- Giuseppe Antonio Luchi (1709 - 1774)
- Stefano Tofanelli (1752 - 1812)
- Lorenzo Castellotti (1718 - ??)
- Giovanni Lazzarini (1769 - 1834)
- Bernardino Nocchi (1741 - 1812)

Au XIXe siècle
- Pietro Nocchi (1783 - 1854)
- Michele Ridolfi (1795 - 1854)
- Raffaele Giovannetti (1822 - 1911)

### Les sculpteurs et les architectes
- Antonio Pardini di Pietrasanta (- 1419)
- Matteo Civitali (1436 - 1501) et son fils Nicolao Civitali (1482 -  après 1560) et son neveu Vincenzo Civitali (après 1530)
- Lorenzo Nottolini (1787 - 1851)
- Vincenzo Consani (1818 - 1887)

## Lieux d'exposition des œuvres de ces artistes
- À Lucques
  - Pinacothèque
  - Musée du Palais Mansi
  - Chartreuse de Farneta
- Musée d'art sacré de Camaiore